# Владан Савић (глумац)
Владан Савић (Лесковац, 26. јун 1963) српски је глумац.

## Биографија
Рођен је 26. јуна 1964. године у Лесковцу. Прву филмску улогу остварио је 1984. године, када је добио улогу у серији Варљиво лето ’68. Најзначајније улоге играо је у филмовима Не мирише више цвеће, Зека, Црвенкапа и Лотар Матеус и филму Пази шта радиш (Матуранти).
Дипломирао је глуму на Факултет драмских уметности у Београду у класи Арсенија Јовановића. Стални је члан Позоришта на Теразијама од 1991. године, а неке од представа у којима је играо су : Мој тата социјалистички кулак, Престаће ветар, Човек од ла Манче, Неки то воле вруће, Три фртаља Београда, Лукреција илити Ждеро, Алан Форд, Лутка са насловне стране, Маратонци трче почасни круг, Како разумети Србе, Грк Зорба, Виктор Викторија, Мамма Миа! и друге.
Поред рада у матичном позоришту аутор је позоришних пројеката Брак у ствари љубав и Као да сам те сањао, које су се играле на редовном репертоару Театра Култ у Београду. Сарађивао је са бројним еминентним телевизијским и филмским редитељима, а током студија играо је на сцени Југословенског драмског позоришта и Народног позоришта у Београду.
Добитник је награде за Глумачки пар године 2021. године заједно са Милицом Милшом за улогу у серији Игра судбине.

## Филмографија
| Год.        | Назив                                 | Улога                   |
| ----------- | ------------------------------------- | ----------------------- |
| 1980-е      |                                       |                         |
| 1984.       | Варљиво лето ’68 (ТВ серија) (серија) | Петров друг             |
| 1984.       | Пази шта радиш (Матуранти)            | Никола                  |
| 1984.       | Варљиво лето ’68                      | Петров друг             |
| 1985.       | Ерићијада (серија)                    | Ратко Ристо             |
| 1985.       | Двоструки удар (тв филм)              |                         |
| 1986.       | Дај ми крила један круг (серија)      | Лале                    |
| 1989.       | Другарица министарка (серија)         |                         |
| 1989.       | Балкан експрес 2 (серија)             |                         |
| 1989.       | Сазвежђе белог дуда (серија)          | Новица                  |
| 1990-е      |                                       |                         |
| 1991.       | Бољи живот (серија)                   |                         |
| 1996.       | Срећни људи (серија)                  | радник у комисиону      |
| 1996.       | Госпођа Колонтај (тв филм)            | син госпође Колонтај    |
| 1997.       | Горе-доле (серија)                    |                         |
| 1997.       | Мала школа живота (серија)            |                         |
| 1997.       | Грозница суботње вечери (серија)      |                         |
| 1997.       | Наша енглескиња (тв филм)             | француски официр        |
| 1998.       | Не мирише више цвеће                  | Василије                |
| 2000-е      |                                       |                         |
| 2000.       | Зека, Црвенкапа и Лотар Матеус        | независни синдикат      |
| 2002.       | Породично благо (серија)              | радник у златари        |
| 2004.       | Трагом Карађорђа (серија)             | Кара - Марковић         |
| 2004.       | Стижу долари (серија)                 | председников шофер      |
| 2005.       | Дангубе! (серија)                     | Божа Микић              |
| 2009.       | Свети Георгије убива аждаху           | жандарм 2               |
| 2010-е      |                                       |                         |
| 2011.       | Непобедиво срце (серија)              | господин Таса           |
| 2012.       | Бела лађа (серија)                    | главни уредник Ранковић |
| 2014.       | Ургентни центар (серија)              | господин Андрић         |
| 2017–2018.  | Истине и лажи                         | Доктор Бркљач           |
| 2019.       | Јунаци нашег доба                     | ортопед                 |
| 2020-е      |                                       |                         |
| 2020.       | Жигосани у рекету                     | инспектор               |
| 2020—у току | Игра судбине                          | Иван Ожеговић           |